# 邁克·鍾斯
米高·J·鍾斯（英語：Michael J. Jones，1968年4月18日—），一般稱為邁克·鍾斯，英格蘭足球球證，出身於柴郡，現時為英超執法球證。鍾斯於1997年首次封法。

## 外部連結
英超球證